# Kuddewörde
Kuddewörde (saxisk: Kuthenworden) er en kommune i det nordlige Tyskland, beliggende i Amt Schwarzenbek-Land i den sydvestlige del af Kreis Herzogtum Lauenburg. Kreis Herzogtum Lauenburg ligger i delstaten Slesvig-Holsten.

## Geografi
Kuddewörde ligger ca. ni kilometer nord for Schwarzenbek og ca. 25 km øst for Hamborg. Den ligger ved floden Bille, der mod nordvest danner grænse til kommunen Grande i Kreis Stormarn. Mod sydvest grænser Kuddewörde til Sachsenwald. Motorvejen A24, der forbinder Hamborg og Berlin, snitter kommunen i øst-vestlig retning sydligst i kommunen. Bundesstraße 404 fra Kiel til Lüneburg krydser kommunen i nord-sydlig retning.